# Toreador (productiehuis)
Toreador was een Vlaams productiehuis uit Antwerpen, onder meer verantwoordelijk voor de televisieprogramma's Tragger Hippy, M!LF en Tomtesterom.
Het productiehuis werd opgericht in 2007 onder de vleugels van D&D Productions en werd geleid door Tim Van Aelst. Tom Waes was het bekendste schermgezicht van het bedrijf. In 2009 werd Toreador opgedoekt, mede onder invloed van het faillissement van D&D Productions.

## Programma's
- Tragger Hippy (2BE, 2005-2008)
- Tomtesterom, reeks 1 (Eén, 2008)
- M!LF, reeks 1 (2BE, 2009)
- De Oplichters (VT4, 2010)